# 施泰因巴赫河 (美因河支流,小奧斯特海姆)
49°59′41.41″N 9°3′50.18″E / 49.9948361°N 9.0639389°E

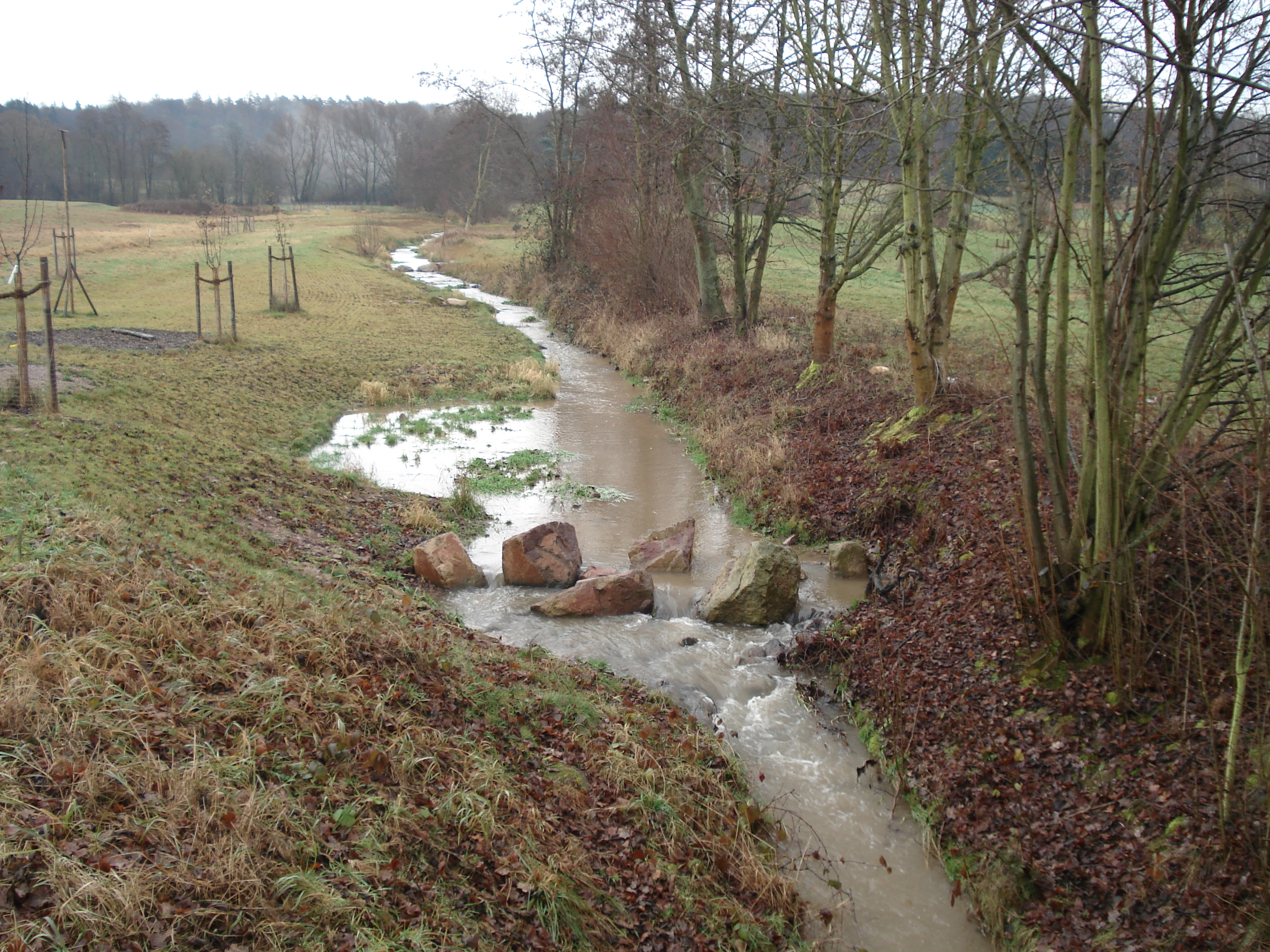

施泰因巴赫河（德語：Steinbach），是德國的河流，位於該國東南部，由巴伐利亞負責管轄，屬於美因河的右支流，河道全長7.1公里，流域面積7.6平方公里。